# Црква Свете Петке у Малчи
Црква Свете Петке је храм Српске православне цркве који се налази у селу Малча поред Ниша и припада Малчанској парохији.
На овом месту налазио се храм који је подигнут у XVII веку. Највероватније је био сазидан на темељима неке грађевине из античког доба. Црква је порушена од Турака, а данашња је подигнута 1871. године. Осветио је нишки митрополит Виктор Чолаковић. Реновирана 1970. године, када је дозидан звоник.
Црква је живописана, а у њој се налазе интересантне фреске од којих се истиче она са представама зодијачких знака и фреска светог Христифора.